# Rupeni Caucaunibuca
Rupeni Caucaunibuca (* 5. června 1980 Nabouwalu) je bývalý fidžijský ragbista, který hrál nejčastěji na křídle. Je považován za jednoho z nejlepších hráčů Fidži v historii. V roce 2003 vyhrál Super Rugby s Auckland Blues a francouzskou ligu s Toulouse v letech 2011 a 2012. V roce 2006 byl zvolen nejlepším hráčem francouzské ligy. V roce 2005 a 2006 byl hráčem s nejvíce položenými pětkami v nejvyšší francouzské lize. V roce 2010 položil nejvíce pětek v druhé francouzské lize a pomohl svému tehdejšímu klubu se dostat do nejvyšší soutěže. 
Zúčastnil se MS 2003, na kterém položil pětku Francii a 2 pětky Skotsku. Za Fidži odehrál dohromady 8 zápasů a položil 10 pětek. Zúčastnil se v sezoně 2000/01 sedmičkové série a během pěti turnajů položil 38 pětek. V roce 2007 měl tříměsíční zákaz kvůli použití marihuany. Měl problémy s absencemi, pozdními příchody na tréninky nebo nadváhou.

## Klubová kariéra[2]
- 2002 – 2004 Auckland Blues
- 2004/05 – 2009/10 Agen
- 2010/11 – 2011/12 Toulouse
- 2013 Northland
- 2014/15 Agen